# Hu Ge
Hu Ge (en chino: 胡歌) es un popular actor y cantante chino.

## Biografía
Nació y se crio en Shanghai, China, es hijo único.
En julio del 2005 se graduó de actuación en la Academia de Teatro de Shanghai (en inglés: "Shanghai Theater Academy").
Es amigo de los actores chinos Jin Dong, Wallace Huo y Yuan Hong, así como de las actrices Liu Tao, Ariel Lin y liu shishi
El 29 de agosto de 2006 estuvo envuelto en un accidente automovilístico mientras viajaba de Hengdian a Shanghái. Hu Ge sobrevivió a sus heridas, sin embargo su asistente y mejor amigo murió. Debido al accidente debió someterse a una serie de cirugías y su proceso de recuperación duró aproximadamente más de un año.
En el 2017 se tomó un descanso de dos años en la actuación para continuar sus estudios en los Estados Unidos.

## Carrera
Es miembro de la agencia "Hu Ge Studio", así como de las sub-agencias "Chinese Entertainment Shanghai" y "Tangren Media".
En enero del 2005 se unió al elenco principal de la serie Chinese Paladin donde dio vida a Li Xiaoyao, hasta el final de la serie ese mismo año.
El 15 de enero del mismo año se unió al elenco principal de la serie The Little Fairy (también conocida como "Fairy From Wonderland") donde dio vida a Dong Yong, un hombre amable y diligente nacido en la dinastía Han del Este. 
El 26 de septiembre de 2006 se unió al elenco principal de la serie The Young Warriors (少年杨家将) donde interpretó al general Yang Yanzhao, el sexto hijo del comandante Yang Ye (Weng Chia-ming), hasta el final de la serie ese mismo año.
El 18 de julio de 2008 se unió al elenco de la serie The Legend of the Condor Heroes (射雕英雄传) donde dio vida a Guo Jing.
El 28 de junio de 2009 se unió al elenco principal de la serie Chinese Paladin 3 (仙剑奇侠传 3)	donde volvió a interpretar a Li Xiaoyao, así como a Jingtian (un travieso asistente de casa de empeño que debido al poder de un jade místico, se cruza en el camino con la mimada y descarada Tang Xue Jian (Yang Mi)), y las vidas pasadas de Fei Peng (hace 2.000 años) y Long Yang (hace 1.000 años).
El 2 de enero de 2010 se unió al elenco principal de la serie The Myth (神话) donde dio vida a Yi Xiaochuan, un fotógrafo independiente que viaja en el tiempo a la dinastía Qin, donde es renombrado como Meng Yi y se convierte en general en el ejército de Qin, hasta el final de la serie el 18 de enero del mismo año.
En el 2011 se unió al elenco de la película 1911 (辛亥革命) donde interpretó al revolucionario chino Lin Juemin.
El 6 de julio de 2012 se unió al elenco principal de la serie Xuan-Yuan Sword: Scar of Sky (轩辕剑之天之痕) donde dio vida al despiadado y frío Yuwen Tuo, el último príncipe de la caída dinastía Zhou del Norte que se ve obligado a someterse a la dinastía Sui y a Jian Chi, una alternancia de su alma que es amable e inocente, hasta el final de la serie.
En octubre del 2014 se unió al elenco de la serie Sound of the Desert (风中传奇) donde interpretó al reservado, amable y generoso Mo Xun, también conocido como el "Noveno Maestro", quien es el dueño del mayor negocio en Jian'an y el sobrino del Emperador, hasta el final de la serie en noviembre del mismo año.
El 31 de agosto de 2015 se unió al elenco principal de la serie The Disguiser (伪装者) donde dio vida a Ming Tai, el mimado y más joven miembro de la familia "Ming", que está dotado de habilidades como espía pero que tiene una personalidad inmadura, hasta el final de la serie el 28 de septiembre del mismo año.
El 19 de septiembre del mismo año se unió al elenco principal de la popular serie china Nirvana in Fire (琅琊榜) donde interpretó al extremadamente brillante, orgulloso y hábil Lin Shu, el hijo de Lin Xie (el comandante general del emperador de Da Liang) y la Gran Princesa Jinyang. Luego de ser envenenado y someterse a un tratamiento que le cambia la apariencia se convierte en Mei Changsu también conocido como "Su Zhe", un hombre con una actitud calma y majestuosa que esta decidido a llevarle justicia a su familia, así como al ejército Chiyan, hasta el final de la serie el 15 de octubre del mismo año.
Los diseñadores profesionales del popular museo "Madame Tussauds Shanghai" tomaron sus medidas de Hu para hacer dos figuras de cera de él; uno de sí mismo y uno de su personaje Mei Changsu de la serie Nirvana in Fire, las cuales se dieron a conocer en septiembre del 2016.
En el 2017 realizó una aparición especial durante el último episodio de la serie The Surgeons donde interpretó a Hu Ge, un nuevo estudiante de medicina.
El 6 de noviembre del mismo año se unió al elenco principal de la serie Game of Hunting (猎场) donde dio vida a Zheng Qiudong, un hombre ordinario pero ambicioso y persistente que cae en un bache tanto en su carrera como en su vida amorosa, hasta el final de la serie el 9 de diciembre del mismo año.

## Filmografía

### Series de televisión
| Año             | Título                                        | Personaje                                   | Notas        |
| --------------- | --------------------------------------------- | ------------------------------------------- | ------------ |
| 2021 - presente | Blossoms Shanghai                             | -                                           | [ 13 ]       |
| 2017            | Game of Hunting (猎场)                        | Zheng Qiudong                               | 52 episodios |
| 2017            | The Surgeons (外科风云)                       | Hu Ge                                       | (cameo)      |
| 2016            | Go! Goal! Fighting! (旋风十一人)              | Mu Qi                                       |              |
| 2015            | Good Times (大好时光)                         | Yuan Hao                                    | 38 episodios |
| 2015            | Nirvana in Fire (琅琊榜)                      | Lin Shu / Mei Changsu "Su Zhe"              | 54 episodios |
| 2015            | The Disguiser (伪装者)                        | Ming Tai                                    | 48 episodios |
| 2014            | Forty Nine Days: Memorial (四十九日·祭)       | Dai Tao                                     |              |
| 2014            | Sound of the Desert (风中传奇)                | Jiu Yie / Mo Xun                            | 36 episodios |
| 2014            | Life Revelations (生活启示录)                 | Bao Jiaming                                 |              |
| 2014            | iPartment 4 (爱情公寓4)                       | Di Nuo                                      | (cameo)      |
| 2012            | Refresh 3+7 (刷新3+7)                         | Chen Jie / Luo Yueran / Er Zhuzi / Oficial  | 4 episodios  |
| 2012            | Xuan-Yuan Sword: Scar of Sky (轩辕剑之天之痕) | Yuwen Tuo / Jian Chi                        | 35 episodios |
| 2011            | Modern People (摩登新人类)                    | Xie Feifan                                  | 30 episodios |
| 2011            | Unbeatable 2 (无懈可击之高手如林)             | Xu Ran                                      | 30 episodios |
| 2011            | Shangri-La (香格里拉)                         | Zhaxi Dunzhu                                |              |
| 2010            | Bitter Coffee (苦咖啡)                        | Chen Cong                                   |              |
| 2010            | The Myth (神话)                               | Yi Xiaochuan / Meng Yi                      | 50 episodios |
| 2009            | Chinese Paladin 3 (仙剑奇侠传 3)              | Jingtian / Feipeng / Long Yang / Li Xiaoyao | 37 episodios |
| 2008            | The Legend of the Condor Heroes (射雕英雄传)  | Guo Jing (郭靖)                             | 50 episodios |
| 2006            | The Young Warriors (少年杨家将)               | Yang Yanzhao                                | 43 episodios |
| 2005            | Till Death Do Us Apart (别爱我)               | Xu Feng (徐风)                              |              |
| 2005            | The Little Fairy (天外飞仙)                   | Dong Yong (董永)                            | 39 episodios |
| 2004            | Strange Tales of Liao Zhai (聊斋之小倩)       | Ning Cai Chen (甯采臣)                      |              |
| 2005            | Chinese Paladin (仙剑奇侠传)                  | Li Xiao Yao (李逍遥)                        | 38 episodios |
| 2003            | Dandelion (蒲公英)                            | Cheng Hao (程灏)                            |              |

### Películas
| Año  | Título                              | Personaje             | Notas                                                 |
| ---- | ----------------------------------- | --------------------- | ----------------------------------------------------- |
| 2019 | The Climbers (攀登者)               | Yang Guang            | junto a Wu Jing, Zhang Ziyi, Jing Boran y Zhang Yi    |
| 2016 | Cherry Returns (那年夏天你去了哪里) | Yuan Ju               | (aparición especial)                                  |
| 2014 | Just Another Margin (大话天仙)      | Asesino del Emperador | (cameo)                                               |
| 2012 | Diva (华丽之后)                     | Hu Ming               |                                                       |
| 2011 | 1911 (辛亥革命)                     | Lin Juemin            |                                                       |
| 2011 | Royal Tramp                         | Wei Xiaobao           | junto a Lin Gengxin, Nicky Wu, Liu Shishi y Annie Liu |
| 2008 | Butterfly Lovers (武俠梁祝)         | Ma Cheng En           |                                                       |
| 2006 | The 601st Phone Call (第601个电话)  | Xiao Wen (晓文)       |                                                       |
| 2003 | The Ghost Inside (疑神疑鬼)         | Shen Lang (沈朗)      |                                                       |
| 2002 | Jia Zhuang Mei Gan Jue (假装没感觉) | Kan Kan (侃侃)        |                                                       |
| 1999 | The National Anthem (国歌)          | Estudiante            |                                                       |

### Programas de variedades
| Año              | Programa                           | Notas                                                                           |
| ---------------- | ---------------------------------- | ------------------------------------------------------------------------------- |
| 2009, 2015, 2017 | Happy Camp                         | 3 episodios - invitado                                                          |
| 2007, 2016       | Lu Yu You Yue                      | 3 episodios - invitado                                                          |
| 2012             | Day Day Up (Tian Tian Xiang Shang) | invitado - episodio "Hu Ge dai ni chang bian she jian shang de shi jie mei shi" |

### Productor
| Año  | Título                       | Notas               |
| ---- | ---------------------------- | ------------------- |
| 2012 | Xuan-Yuan Sword: Scar of Sky | serie de televisión |

### Eventos
| Año  | Título                              | Notas                                                                          |
| ---- | ----------------------------------- | ------------------------------------------------------------------------------ |
| 2019 | Zhejiang TV’s - "T-Mall 11.11 Gala" | (interpretó: "Bengawan Solo" (美丽的梭罗河)) - junto a Wan Qian y Kwai Lun-mei |

### Anuncios
| Año         | Título               | Notas |
| ----------- | -------------------- | ----- |
| 2017        | SONY OLED            |       |
| 2017        | HONOR AI V10         |       |
| 2017        | Huawei Technologies  |       |
| 2017        | SONY Camera α7rIII   |       |
| 2017        | Emporio Armani       |       |
| 2017        | ChangeUp Soda        |       |
| 2016 - 2017 | Perfume CHANEL Paris |       |
| 2014        | Zenith               |       |
| 2011        | Clear                |       |

## Embajador
| Año  | Título                                          | Notas    |
| ---- | ----------------------------------------------- | -------- |
| 2019 | Dragon (Dongfang) TV 2020 Chinese New Year Gala | Portavoz |

## Discografía

### Álbumes
| Año  | Título              | Tipo | Notas |
| ---- | ------------------- | ---- | ----- |
| 2013 | Blue Ray (蓝光)     | -    |       |
| 2008 | Treasure (珍惜胡歌) | EP   |       |
| 2006 | Start (出发)        | -    |       |

### Singles
| Año  | Título                                                  | Tipo                                     | Notas                |
| ---- | ------------------------------------------------------- | ---------------------------------------- | -------------------- |
| 2017 | Bloom (盛開)                                            | OST de "Game of Hunting"                 |                      |
| 2015 | When the Wind Blows (风起时)                            | OST de "Nirvana in Fire"                 |                      |
| 2014 | Moving On (好好过)                                      | OST de "Sound of the Desert"             |                      |
| 2012 | One Piece of Story (一篇故事)                           | OST de "Refresh 3+7"                     |                      |
| 2012 | Fingerprint (指纹)                                      | OST de "Xuan-Yuan Sword: Scar of Sky"    |                      |
| 2012 | Kiss until the End of Time (吻天荒)                     | OST de "Xuan-Yuan Sword: Scar of Sky"    |                      |
| 2011 | Expert (高手)                                           | OST de "Unbeatable"                      |                      |
| 2011 | I Won't Be a Hero (我不做英雄)                          | OST de "Dreaming Deer"                   |                      |
| 2011 | One Persistent Thought (一念执着)                       | OST de "Scarlet Heart"                   | junto a Alan         |
| 2010 | The Opening of the World and Plum Blossoms (天地梅花開) | OST de "The Vigilantes In Masks"         |                      |
| 2010 | Endless Love (美丽的神话)                               | OST de "The Myth"                        | junto a Michelle Bai |
| 2009 | Dare to Love (敢不敢爱)                                 | Canción para "Fantasy Zhu Xian"          |                      |
| 2009 | Bachelor (光棍)                                         | OST de "Chinese Paladin 3"               |                      |
| 2009 | Forgot the Time (忘记时间)                              | OST de "Chinese Paladin 3"               |                      |
| 2008 | Dark Clouds (乌云然)                                    | OST de "The Legend of the Condor Heroes" |                      |
| 2007 | Tell Him I Love Her (告诉他我爱她)                      | OST de "The Young Warriors"              |                      |
| 2006 | One Moment of Forever (一刻永远)                        | OST de "Till Death Do Us Apart"          |                      |
| 2006 | Loving You Will Not Change (爱你不会变)                 | OST de "Till Death Do Us Apart"          |                      |
| 2006 | Moonlight (月光)                                        | OST de "The Little Fairy"                |                      |
| 2006 | After Dawn (天亮以后)                                   | OST de "The Little Fairy"                |                      |
| 2005 | Xiao Yao Sighs (逍遥叹)                                 | OST de "Chinese Paladin"                 |                      |
| 2005 | June Rain (六月的雨)                                    | OST de "Chinese Paladin"                 |                      |

## Embajador
Debido a su gran popularidad y conciencia pública, en el 2015 Hu Ge fue nombrado Embajador de Turismo de Shanghai (en inglés: "Shanghai Tourism Ambassador").
En el 2016 fue nombrado embajador de la marca de "Emporio Armani" en China y Asia-Pacífico.
Ese mismo año, también se convirtió en embajador de la marca "Piaget" y para "Chanel Perfume and Cosmetics".

## Premios y nominaciones
| Año  | Categoría                           | Premio                                                                          | Películas / Series                          | Resultado |
| ---- | ----------------------------------- | ------------------------------------------------------------------------------- | ------------------------------------------- | --------- |
| 2018 | Best Actor                          | 24th Shanghai Television Festival                                               | Game of Hunting                             | Nominado  |
| 2017 | Most Outstanding Artiste            | China Television Drama Quality Award                                            | -                                           | Ganó      |
| 2016 | Best Actor (Contemporary Drama)     | 19th Huading Award                                                              | Good Times                                  | Nominado  |
| 2016 | Most Popular Actor                  | 28th Golden Eagle Award                                                         | Nirvana in Fire                             | Ganó      |
| 2016 | Best Actor                          | 28th Golden Eagle Award                                                         | Nirvana in Fire                             | Ganó      |
| 2016 | Best Actor                          | 22nd Shanghai Television Festival                                               | Nirvana in Fire                             | Ganó      |
| 2016 | Best Actor                          | 19th Huading Award                                                              | Nirvana in Fire                             | Nominado  |
| 2015 | Best Actor                          | 7th China TV Drama Award                                                        | Nirvana in Fire                             | Ganó      |
| 2015 | Best Actor                          | 30th Flying Apsaras Award                                                       | Nirvana in Fire y The Disguiser             | Nominado  |
| 2016 | TV Actor of the Year                | LiTV OTT Entertainment Award                                                    | Nirvana in Fire                             | Ganó      |
| 2016 | Most Marketable Actor               | 1st China Quality Television Drama                                              | Nirvana in Fire, The Disguiser y Good Times | Ganó      |
| 2016 | Quality Performance Grand Award     | 1st China Quality Television Drama                                              | Nirvana in Fire, The Disguiser y Good Times | Ganó      |
| 2016 | TV Actor of the Year                | iQiyi All-Star Carnival                                                         | Nirvana in Fire, The Disguiser y Good Times | Ganó      |
| 2015 | Entertainer of the Year             | 14th China's Annual Top List                                                    | Nirvana in Fire                             | Ganó      |
| 2015 | Entertainer of the Year             | 15th "Wind from the East" Influential Entertainers                              | Nirvana in Fire                             | Ganó      |
| 2015 | Best Actor                          | 2nd Hengdian Film and TV Festival of China                                      | The Disguiser                               | Ganó      |
| 2015 | Best Supporting Actor               | 21st Shanghai Television Festival                                               | Forty Nine Days: Memorial                   | Nominado  |
| 2015 | Special Contribution Award          | Asia Television Drama Conference                                                | Life Revelations y Good Times               | Ganó      |
| 2014 | Most Popular Actor                  | 9th Seoul International Drama Award                                             | Life Revelations                            | Ganó      |
| 2014 | Most Popular Actor                  | 4th China TV Drama Award                                                        | Sound of the Desert y Life Revelations      | Ganó      |
| 2013 | Best Actor                          | 2nd Denny Awards in Beijing for the International Excellence in Theatrical Arts | A Dream Like A Dream                        | Ganó      |
| 2013 | Most Popular Actor                  | 4th China Student Television Festival                                           | Xuan-Yuan Sword: Scar of Sky                | Ganó      |
| 2012 | Popular Actor Award                 | 4th China TV Drama Award                                                        | Xuan-Yuan Sword: Scar of Sky                | Ganó      |
| 2012 | Best Actor (Fantasy Drama)          | 8th Huading Award                                                               | Xuan-Yuan Sword: Scar of Sky                | Ganó      |
| 2012 | Best New Actor                      | 31st Hundred Flowers Award                                                      | 1911                                        | Nominado  |
| 2011 | Most Popular Actor (Mainland China) | 3rd China TV Drama Award                                                        | Unbeatable                                  | Ganó      |
| 2011 | Best Actor (Fantasy Drama)          | 6th Huading Award                                                               | Shangri-La                                  | Nominado  |
| 2010 | Best Actor (Fantasy Drama)          | 4th Huading Award                                                               | The Myth                                    | Ganó      |
| 2010 | Most Popular Actor                  | 1st China Student Television Festival                                           | The Myth                                    | Ganó      |